# Unter den Wolken
Unter den Wolken is een nummer van de Duitse rockband Die Toten Hosen uit 2017. Het is de eerste single van hun zestiende studioalbum Laune der Natur.
Het nummer is een antwoordlied op Über den Wolken van Reinhard Mey, ook het refrein is op dat nummer gebaseerd. Verder wordt in "Unter den Wolken" gezinspeeld op de politieke gebeurtenissen van dat moment, de angst voor onderdrukking en de hoop op een betere toekomst. De plaat werd een enorme hit in het Duitse taalgebied, met een 2e positie in Duitsland.

## Tracklijst
Cd-maxi
1. "Unter den Wolken" - 3:36
2. "Gegenwind der Zeit" - 4:08
3. "Totes Meer" - 3:27